# La precursora
La precursora  es una serie de televisión grabada en Venezuela, producida por Producciones Gadea-Pérez.  y protagonizada por Yelena Maciel y Alexander Leterni.

## Sinopsis
La historia tiene lugar en la Venezuela de 1799 a 1811 y se desarrolla a través de una historia de amor, enmarcada dentro de una cuidada realidad histórica, que sirve de telón de fondo, fidedigno, a esta hermosa historia fabulada, la historia de una joven mujer que, entre mil problemas, dedica su vida, con pasión, a romper las cadenas que atan a su patria al terrible sistema de injusticia y opresión del Imperio Español. La protagonista, una mujer huérfana de madre desde su nacimiento, quien vive con su padre y su abuelo. Éste es un viejo filósofo, cristiano, acusado de “libre pensador” que, aunque oligarca, ha sido conquistado por esos aires de libertad desatados por La Ilustración, el Renacimiento y la Revolución Francesa, y el cual va poco a poco sembrando estas ideas libertarias en el alma de su nieta quien, en un momento determinado, dada la situación de injusticia que sufre su pueblo, las ideas sembradas por su viejo abuelo y la del inolvidable “choque” con la espantosa y salvaje realidad del ignominioso asesinato como escarmiento  público de José María España, que deja en su espíritu una imborrable herida, decide mezclarse con el sufrido pueblo oprimido, que ya valientemente comienza a levantarse contra el imperio. Secretamente, entonces, inicia su lucha clandestina, a espaldas incluso de su abuelo, pues sabe que éste, dada su avanzada edad, no sería capaz de resistir los peligros a que constantemente está sometida, en el más profundo anonimato, respaldada solo por los esclavos libertos de su familia, los únicos que conocen su verdadera identidad, oculta bajo la máscara y el seudónimo de “LA PRECURSORA”, identidad desconocida incluso para muchos de los revolucionarios que a ella se van uniendo. El resto de los personajes de la miniserie, muchos históricamente reales, irán mezclándose en la trama a medida en que ésta se desarrolla y en la cual no están ausente el amor, el humor, las tragedias y el suspenso.-

## Elenco
- Yelena Maciel... María Teresa de Acosta y Blanco
- Alexander Leterni... Luis Enrique Landaeta Infante
- Francis Rueda... Doña María Begoña
- Carmen Francia... Mariana
- Eduardo Gadea Pérez... Don Fernando Márques del Valle
- Manuel Villalba... General Juan Pablo Landaeta
- Marcos Moreno... Pedro Estaba
- Leonardo Pinto... Francisco Javier Ibarra
- Karina Velásquez... Doña Gertrudis de Blanco
- Mariana Alviárez... "Socorro Landaeta"
- Asdrúbal Blanco...